# Toyota Auris
Toyota Auris je tří- nebo pětidveřový hatchback nižší střední třídy, který od roku 2007 vyrábí japonská automobilka Toyota. Jeho předchůdcem byl vůz Toyota Corolla v karosářské verzi hatchback. S typem Corolla E150 sdílí shodnou platformu.

## Motory

### Zážehové
- 1.33L 101 hp
- 1.4L 97 hp
- 1.6L 132 hp
- 1.8L 147 hp
- 2.4L 158 hp

### vznětové
- 1.4L 90 hp
- 2.0L 126 hp
- 2.2L 177 hp

## Závodní verze

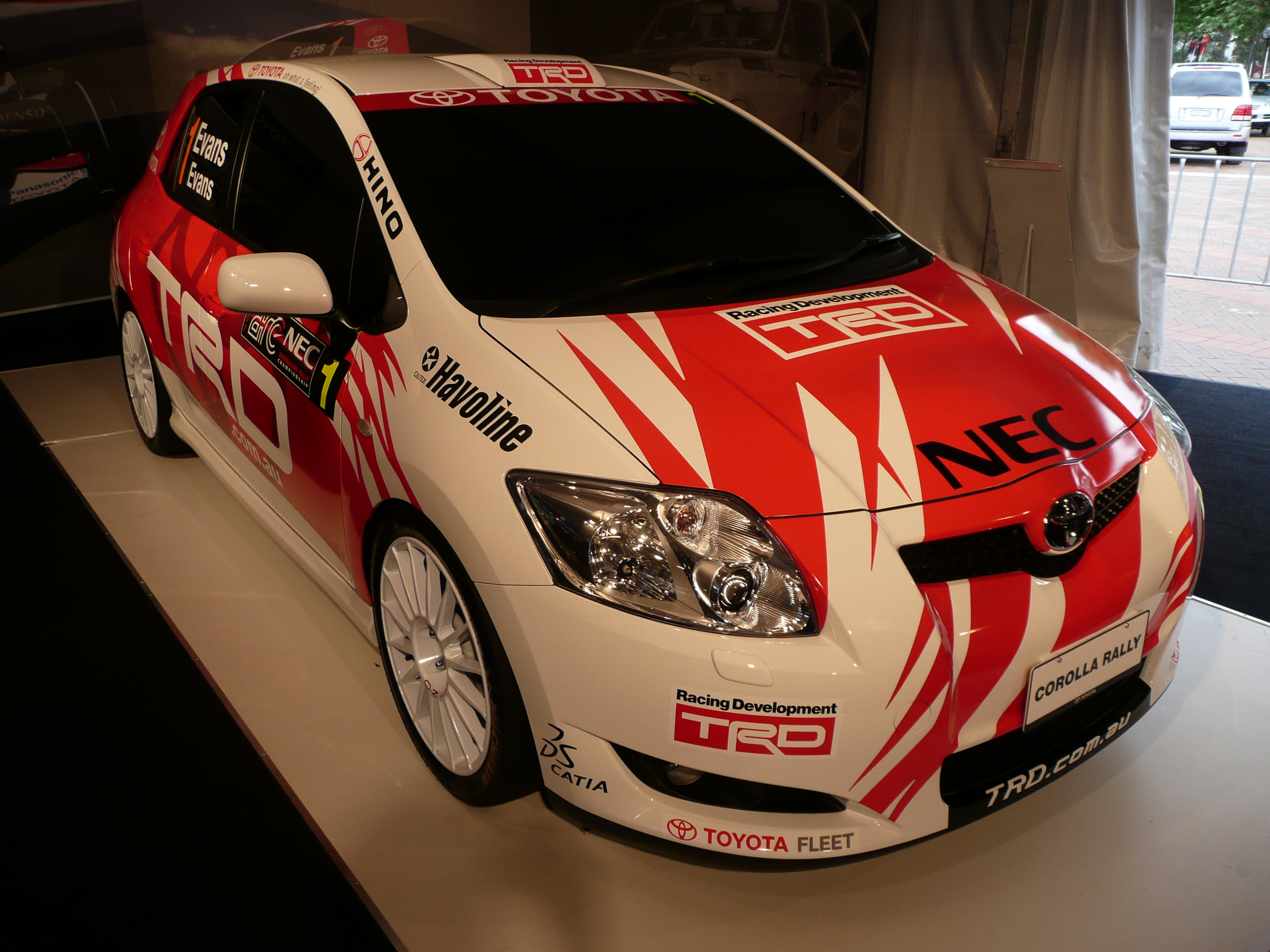
Toyota Auris S2000

### Toyota Auris S2000
Všechna kola pohání šestnáctiventilový řadový čtyřválec OHC Toyota 3SGE o objemu 1998 cm3. Motor má výkon 260 koní a točivý moment 240 Nm. Všechny tři diferenciály jsou mechanické. Šestistupňová sekvenční převodovka je od firmy Sagev. Hmotnost vozu je kolem 1200 kg. Na rozdíl od typu Corolla S2000 se u typu Auris S2000 na vývoji podílel i tovární tým Toyota Motorsport. Vůz je určen zejména pro závody v jihoafrickém šampionátu.